# Fortunato Venegas
Plácido Fortunato Venegas Urbina (1852—1912) fue un abogado y político chileno, quien ejerció como diputado por el departamento de Caupolicán entre 1888 y 1891.

## Biografía

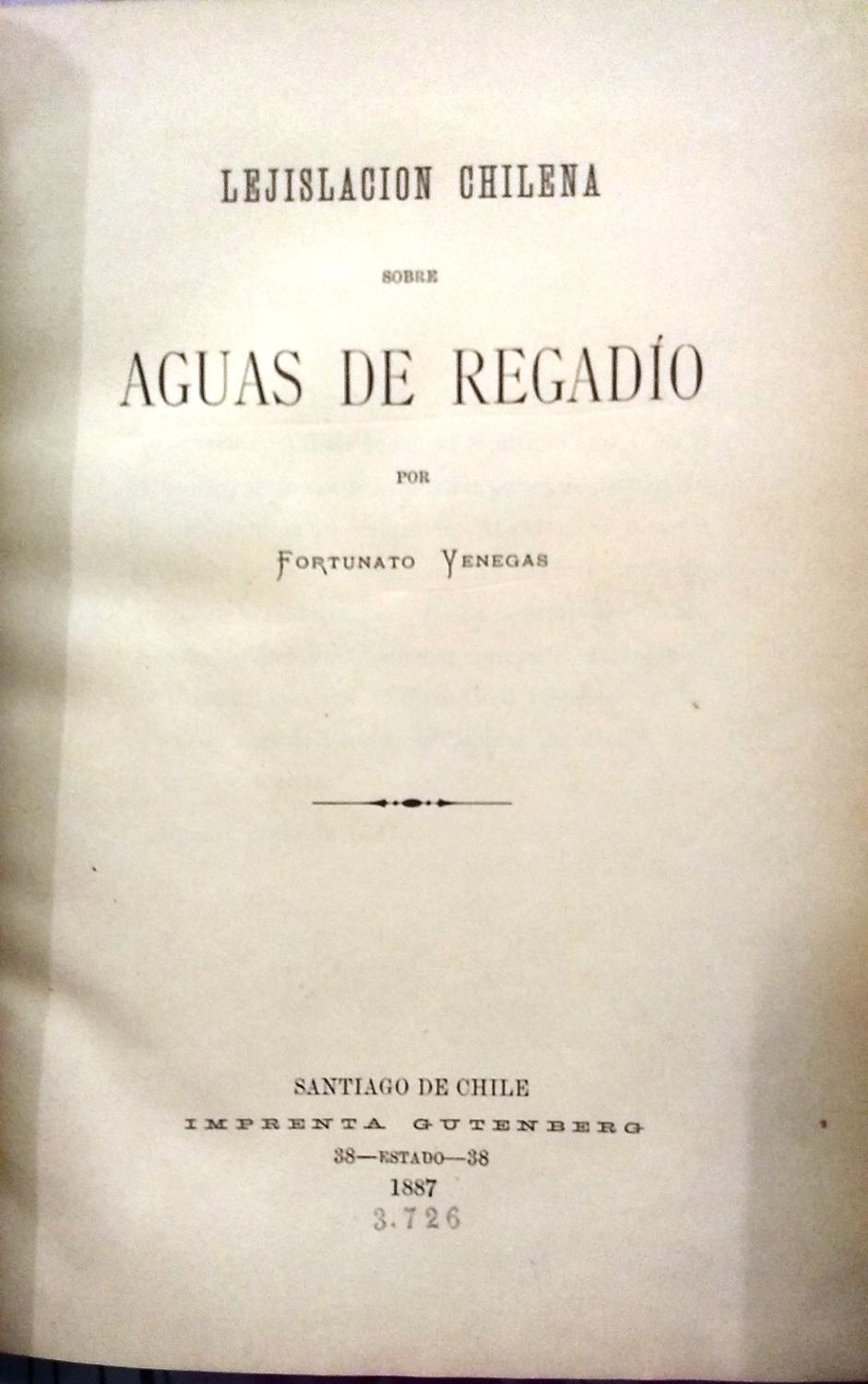
Portada del libro "Lejislación chilena..." (1887)

Nació en Malloa el 4 de octubre de 1852, hijo de José María Venegas y Juana Urbina. Se educó en el Instituto Nacional y en la Universidad de Chile, donde obtuvo el título de abogado en 1875. Colaborador de La Estrella de Chile y La Revista Forense, en 1888, año en que se desempeñaba como diputado por el departamento de Caupolicán.
Uno de sus hermanos, Lucas Lucio Venegas, fue un veterano de la Guerra del Pacífico.
Ya viudo de Julia Zamora, contrae matrimonio por segunda vez el 1 de abril de 1912 en Jofré 81, Santiago, casa de su nueva esposa, Clotilde Ruiz Valdovinos (n. 1882). Falleció en la tarde del 8 de noviembre de 1912 en su residencia en Santiago, a causa de una neumonía.

## Obras
- "Lejislación chilena sobre aguas de regadío", Santiago, Imprenta Gutenberg, 1887, 109 p.